# El Manzanito Tepantepec
El Manzanito Tepantepec är en ort i Mexiko.   Den ligger i kommunen San Miguel Peras och delstaten Oaxaca, i den sydöstra delen av landet, 400 km sydost om huvudstaden Mexico City. El Manzanito Tepantepec ligger 2 436 meter över havet och antalet invånare är 681.
Terrängen runt El Manzanito Tepantepec är huvudsakligen kuperad, men söderut är den bergig. Runt El Manzanito Tepantepec är det ganska glesbefolkat, med 29 invånare per kvadratkilometer. Närmaste större samhälle är San Miguel Peras, 3,9 km sydost om El Manzanito Tepantepec. I omgivningarna runt El Manzanito Tepantepec växer i huvudsak blandskog.